# Петер Ральф
Петер Ральф (нім. Peter Rahlf; 7 березня 1919, Фемарн — 26 червня 1944, Норвезьке море) — німецький офіцер-підводник, оберлейтенант-цур-зее резерву крігсмаріне (1 квітня 1943).

## Біографія
У вересні 1939 року вступив на флот. З квітня 1941 року — вахтовий офіцер в 2-й флотилії проривачів мінних загороджень. В лютому-липні 1943 року пройшов курс підводника, з липні-вересні — курс командира підводного човна. З 24 жовтня 1943 року — командир підводного човна U-317. 21 червня 1944 року вийшов у свій перший і останній похід. 26 червня 1944 року U-317 був потоплений в Норвезькому морі, північно-східніше Шетландських островів (62°03′ пн. ш. 01°45′ сх. д.) глибинними бомбами британського бомбардувальника «Ліберейтор». Всі 50 членів екіпажу загинули.